# Strage della famiglia Einstein
La strage della famiglia Einstein, nota anche come strage di Rignano e strage del Focardo, avvenne il 3 agosto 1944 nel territorio di Rignano sull'Arno nel corso della seconda guerra mondiale, a opera di militari tedeschi.
In essa morirono tre donne: Cesarina Mazzetti (detta Nina), Luce e Annamaria Einstein, moglie e figlie di Robert Einstein.
I motivi più plausibili sembrano da ricondurre alla volontà di colpire indirettamente Albert Einstein, che era cugino di Robert e che all'insorgere del nazismo aveva lasciato la Germania. Hitler nutriva un'avversione particolare nei confronti dello scienziato, sempre più simbolo dell'opposizione antinazista in America e inoltre di origine ebraica, e verosimilmente ordinò che fosse colpito negli affetti più prossimi rimastigli in Europa.
Un'ulteriore indicazione in tal senso viene da un biglietto rinvenuto il giorno dopo la strage nel giardino della villa, in cui si legge che i membri della famiglia erano stati condannati "in quanto rei di tradimento e giudei". In realtà Cesarina Mazzetti, figlia di un pastore protestante, non era ebrea, e così le due figlie; l'unica loro colpa era di portare il nome Einstein. Lo conferma il fatto che furono risparmiate dal massacro le tre nipoti e le cugine, facenti parte dello stesso nucleo familiare, ma con un diverso cognome.

## Storia
La famiglia Einstein, proveniente da Firenze, si trasferì nelle vicinanze di Troghi a fine degli anni Trenta quando acquistò la Villa del Focardo all'interno dell'omonima fattoria.
Durante il conflitto la zona fu interessata da un'intensa attività bellica e fra il 1943 ed il 1944 le truppe tedesche iniziarono a rastrellare numerose ville della campagna fiorentina; quella della famiglia Einstein fu scelta come sede di un gruppo di ufficiali della Wehrmacht, mentre la truppa aveva trovato sistemazione intorno alla fattoria. Con l'avvicinarsi del fronte, Robert decise per sicurezza di lasciare la villa nascondendosi nei boschi vicini assieme ad alcuni amici partigiani, ma la moglie e le figlie, ritenendosi al sicuro dalla deportazione, rimasero a Focardo con il resto della famiglia. Il 3 agosto 1944, ultimo giorno di permanenza delle truppe tedesche nel territorio di Rignano, accadde l'irreparabile: un reparto di soldati tedeschi delle SS fece irruzione nella villa e, dopo un sommario interrogatorio, fucilò le figlie e la moglie di Robert Einstein dando fuoco alla casa, mentre Lorenza, Paola e l'altra cugina, Anna Maria Bellavite, vennero rinchiuse in una stanza buia e risparmiate dalla furia omicida. Dal suo rifugio nei boschi della vallata Robert vide le fiamme e, scoprendo l'orrendo assassinio, tentò vanamente il suicidio.
La cronaca successiva vide il 4 agosto il ritrovamento nel giardino della stessa villa di un foglio, unico documento ufficiale della vicenda, con scritto "…abbiamo giustiziato i componenti della famiglia Einstein, rei di tradimento e giudei"; di lì a poco vi fu l'intervento degli alleati che, per interessamento diretto di Albert Einstein, desideroso di conoscere la sorte del cugino e della famiglia, fecero giungere sul luogo del massacro il maggiore della Quinta Armata Milton Wexler, il quale il 17 settembre informò con una lettera lo scienziato dell'eccidio. Il 27 novembre dello stesso anno Robert scrisse al cugino, informandolo di aver avuto assicurazione che la commissione americana per i crimini di guerra aveva già avviato le indagini per ottenere l'identificazione e la condanna degli assassini. Il dolore per la tragedia sconvolse comunque l'uomo, e fu così forte che Robert Einstein si tolse la vita il 13 luglio 1945, nel giorno del 32º anniversario di matrimonio con Nina. Fu sepolto accanto alla famiglia nel cimitero della Badiuzza, presso la località Le Corti, a poca distanza dalla Villa del Focardo.
I responsabili della strage non sono mai stati ufficialmente identificati e solo dagli anni Novanta, dopo la scoperta dell'Armadio della Vergogna, sono ripartite nuovamente le pressioni politiche per la riapertura delle indagini da parte della Procura Militare di La Spezia. Secondo quanto ricostruito dallo storico italiano Carlo Gentile, gli autori del massacro furono i soldati del 104º reggimento Panzergrenadier della Wehrmacht, alcuni tuttora viventi, sui quali la Germania ha avviato le pratiche per indagare sulle responsabilità. L'ipotesi di reato è quella di uccisione di civili aggravata dall'odio razziale.

## Il libro
Lorenza Mazzetti, nipote di Robert e Nina, è sopravvissuta alla strage e ne ha raccontato l'orrore in un romanzo autobiografico dal titolo Il cielo cade, pubblicato nel 1961. L'autrice, rimasta orfana con la sorella in tenera età, rivive con il suo sguardo di bambina gli anni a cavallo tra il 1943 e il 1945, ripercorrendo la vita presso la famiglia degli zii nella Villa del Focardo. La figura dello zio Wilhem, a cui il libro è sentimentalmente dedicato, adombra quella di Robert Einstein.

## Il film e le commemorazioni
L'eccidio rimase a lungo quasi dimenticato. La villa del Focardo, distrutta dall'incendio, fu ricostruita.
Nel 1979, nel 35º anniversario della strage, avvenne la prima commemorazione pubblica al cimitero della Badiuzza, promossa dall'amministrazione comunale di Rignano sull'Arno e dall'ANFIM. Intervennero Nello Dini, che della strage era stato testimone, e il Presidente dell'ANFIM, Ugo Jona. Si decise in quell'occasione l'erezione nel cimitero di un monumento commemorativo; l'alta stele in acciaio fu realizzata su progetto degli allievi dell'Istituto Statale d'Arte di Firenze.
Nel 1986, don Leto Casini, che di Lorenza, Paola e Annamaria (Cicì) era stato insegnante a Firenze prima della guerra, dedicò all'eccidio alcune commosse pagine della sua autobiografia, basandosi su quanto a lui riferito nel dopoguerra da Lorenza.
Nel 2000 dal libro di Lorenza Mazzetti fu ricavato l'omonimo film Il cielo cade., sceneggiato e diretto dai gemelli Antonio e Andrea Frazzi.
Il 27 gennaio 2005, in occasione del Giorno della memoria, l'eccidio fu nuovamente ricordato con speciale solennità al cimitero della Badiuzza alla presenza del Sindaco di Rignano Gianna Margherini, dell'Assessore alla Provincia di Firenze Tiziano Lepri, della pastora valdese di Firenze Gianna Sciclone e del Presidente dell'ANFIM, Ugo Jona, tornato per l'occasione a visitare il luogo di sepoltura della famiglia Einstein.
Paola Mazzetti in un cortometraggio biografico del 2021 intitolato Attraverso l'amore ha narrato gli eventi dell'eccidio. 
Nel centro del capoluogo di Rignano sull'Arno è stata dedicata una via alla Famiglia Einstein.